# Быков, Виктор Харитонович
Виктор Харитонович Быков (укр. Віктор Харитонович Биков; 5 апреля 1937, Киев, Украинская ССР, СССР — 25 января 2023) — советский и украинский спортсмен и тренер, мастер спорта СССР (1957), заслуженный тренер Украинской ССР (1969), заслуженный тренер СССР (1980).

## Биография
Родился 5 апреля 1937 года в Киеве.
В 1959 году окончил Киевский институт физической культуры. По его окончании, работал тренером спортивного общества «Динамо» (1959—1964) и СКА (1964—1992); одновременно был тренером сборной команды СССР по фехтованию (1968—1988).
С 1992 года работал в Школе высшего спортивного мастерства при Национальном университете физического воспитания и спорта Украины; одновременно был главным тренером сборной команды Украины (1997—2000).
За время своей тренерской деятельности Виктор Быков подготовил чемпионов и призёров первенств Европы, мира и Олимпийских игр, в числе которых: В. Смирнов (трагически погибший во время соревнований), С. Парамонов, Ю. Чиж, С. Косенко, Б. Лукомский, О. Лелейко, А. Миронюк и В. Титова.
В последнее время, несмотря на преклонный возраст, Быков проводил на Украине семинары для повышения квалификации тренеров по фехтованию на шпагах.
25 января 2023 г. перестало биться сердце Заслуженного тренера Украины Быкова Виктора Харитоновича.